# Ayşenur Taşbakan
Ayşenur Taşbakan es una deportista turca que compitió en taekwondo. Ganó dos medallas de oro en el Campeonato Europeo de Taekwondo en los años 2000 y 2002.

## Palmarés internacional
| Campeonato Europeo | Campeonato Europeo | Campeonato Europeo | Campeonato Europeo |
| Año                | Lugar              | Medalla            | Categoría          |
| ------------------ | ------------------ | ------------------ | ------------------ |
| 2000               | Patras (Grecia)    | Medalla de oro     | –63 kg             |
| 2002               | Samsun (Turquía)   | Medalla de oro     | –63 kg             |